# Neposredno delujoča protivirusna učinkovina
Neposredno delujoče protivirusne učinkovine (angl. direct-acting antiviral agents, DAA) so skupina učinkovin za zdravljenje hepatitisa C, ki delujejo na specifično stopnjo replikacijskega cikla virusa hepatitisa C (VHC).
Do nedavnega je za standardno zdravljenje bolnikov s kroničnim hepatitisom C veljala kombinacija  pegiliranega interferona α in ribavirina. Zdravljenje s to kombinacijo traja od 24 do 48 tednov, odvisno od genotipa VHC. Pri bolnikih, okuženih z genotipom 1, ki je najpogostejši genotip v Evropi in Severni Ameriki, ta kombinacija zagotavlja trajni virološki odziv le v 50 % primerov. Veliko spremembno v zdravljenju kronične okužbe s VHC genotipa 1 pa je prinesla odobritev dveh ketoaminskih zaviralcev, boceprevirja in telaprevirja, ki delujeta na virusno serinsko proteazo NS3/4A in sta tako postali prvi neposredno delujoči protivirusni učinkovini na tržišču. Zdravljenje s pegiliranim interferonom α in ribavirinom namreč temelji na spodbujanju bolnikovega imunskega sistema, da se sam spopade z virusom, omenjene nove učinkovine pa delujejo neposredno na virus. Odobrena boceprevir in telaprevir se uporabljata v tritirnemu zdravljenju, skupaj z interferonom in ribavirinom. Sledile so številne nove neposredno delujoče skupine; nekatere za uporabo v kombinaciji z interferonom in ribavirinom, druge pa samostojno. Veljavne smernice za zdravljenje hepatitisa C odsvetujejo uporabo shem zdravljenja, ki vključujejo interferon.

## Mehanizem delovanja
Neposredno delujočim protivirusnim učinkovinam je skupno, da delujejo neposredno na virus, vendar imajo različne učinkovine različne tarče. 
Glede na biološko tarčo lahko neposredno delujoče protivirusne učinkovine za zdravljenje hepatitisa C razdelimo v naslednje skupine učinkovin:
- proteazni zaviralci (NS3/4A),
- polimerazni zaviralci NS5B in
- zaviralci NS5A.

|                   | Proteazni zaviralci                   |                                                    | Polimerazni zaviralci |                       | Zaviralci NS5A                                             |
| ----------------- | ------------------------------------- | -------------------------------------------------- | --------------------- | --------------------- | ---------------------------------------------------------- |
| Podskupina        | prva generacija proteaznih zaviralcev | druga generacija proteaznih zaviralcev             | nukleozidni analogi   | nenukleozidni analogi |                                                            |
| Primeri učinkovin | telaprevir, boceprevir                | simeprevir, asunaprevir, paritaprevir, grazoprevir | sofosbuvir            | dasabuvir             | daklatasvir, ledipasvir, velpatasvir, ombitasvir, elbasvir |
| Vira: ,           |                                       |                                                    |                       |                       |                                                            |

### Proteazni zaviralci
Boceprevir in telaprevir sta proteazna zaviralca, ki delujeta na serinsko proteazo NS3/4A. Dednina virusa hepatitisa C je en odprt bralni okvir, ki zapisuje poliproteinski prekurzor z okoli 3.000 aminokislinami. Sintetizirani poliprotein se nato cepi na 4 strukturne (beljakovina sredice, E1, E2 in p7) in 6 nestrukturnih beljakovin (NS2, NS3, NS4A, NS4B, NS5A in NS5B). Serinska proteaza NS3/4A je nekovalenten heterodimerni kompleks, zgrajen iz serinske proteaze domene NS3 in aktivacijske podenote kofaktorja NS4A, in je odgovorna za proteolizo poliproteina, da se iz njega sprostita NS5A in NS5B, nujna za življenjski cikel virusa. Telaprevir in boceprevir sta kovalentna zaviralca serinske proteaze NS3/4A.
Boceprevir in telaprevir sta učinkovini prve generacije proteaznih zaviralcev. Kljub izboljšanju verjetnosti odziva na zdravljenje imata oba številne pomanjkljivosti. Uporabljata se za zdravljenje okužbe z virusom HCV genotipa 1, in sicer v kombinaciji s peginterferonom alfa in ribavirinom. Številni bolniki, okuženi z genotipom 1, tudi s temi novejšimi zdravili ne dosežejo trajnega virološkega odziva. Na primer, 75 % bolnikov, ki se niso odzvali na predhodno zdravljenje, tudi na kombinaciji z boceprevirjem ali telaprevirjem ne bodo dosegli trajnega odziva. Novejši proteazni zaviralci so simeprevir, asunaprevir, paritaprevir, grazoprevir ... Uporabljajo se v kombinaciji z drugimi zdravili.

### Polimerazni zaviralci
Gre za nukleozidne in nenukleozidne polimerazni zaviralce NS5B: beljakovina NS5B ima vlogo od RNK odvisne RNK-polimeraze in je odgovorna za sintezo komplementarne negativne verige RNK na osnovi pozitivne genomske virusne RNK. Nukleozidni polimerazni zaviralci NS5B interagirajo s katalitskim mestom na NS5B, se vgradijo v podaljšujočo se verigo virusne RNK in tako povzročijo zaključitev verige, nenukleozidni zaviralci pa se vežejo beljakovino NS5B in spremenijo konfiguracijo njenega aktivnega mesta, kar prepreči nastanek intaktne virusne RNK. V to skupino učinkovin spadata sofosbuvir in dasabuvir. Tarča sofosbuvira je visoko konzervirana virusna polimeraza, zato je za razliko od proteaznih zaviralcev učinkovit pri vseh genotipih virusa. Uporablja se v kombinaciji s standardno terapijo peginterferona in ribavirina ali v kombinaiji z drugimi protivirusnimi zdravili.

### Zaviralci NS5A
Zaviralci NS5A za razliko od zgornjih dveh skupin učinkovin ne delujejo na virusni encim, pač pa na kompleks, ki nastane med replikacijo virusa. V to skupino učinkovin spadajo daklatasvir, ledipasvir, velpatasvir, ombitasvir, elbasvir ...